# Gare de Aïn Oussara
La gare de Aïn Oussara est une gare ferroviaire algérienne située sur le territoire de la commune de Aïn Oussara, dans la wilaya de Djelfa.

## Situation ferroviaire
Établie à une altitude de 696 m, la gare est située au point kilométrique (PK) 34 de la ligne de Boughezoul à Laghouat, où elle est précédée de la  gare de Boughezoul et suivie de celle de Hassi Bahbah .
| \| Djelfa Hassi Bahbah Aïn Oussara \| Localisation de la gare de Hassi Bahbah dans la wilaya de Djelfa. |
| Djelfa Hassi Bahbah Aïn Oussara                                                                         |

## Histoire
La gare est mise en service le 29 octobre 2023 lors de l'inauguration de la ligne de Boughezoul à Laghouat,.

## Service des voyageurs

### Desserte
La gare de Aïn Oussara est desservie par les trains régionaux de la liaison Boughezoul - Laghouat.